# Llista d'espècies de gnafòsids (N-S)
Llista d'espècies de gnafòsids, per ordre alfabètic de la lletra N a la S, amb totes les espècies descrites fins al 20 de novembre de 2006.
- Per a les llistes d'espècies amb les altres lletres de l'alfabet, aneu a l'article principal, Llista d'espècies de gnafòsids.
- Per a la llista completa de tots els gèneres vegeu l'article Llista de gèneres de gnafòsids.

## Gèneres i espècies

### Nauhea
Nauhea Forster, 1979
- Nauhea tapa Forster, 1979 (Nova Zelanda)

### Nodocion
Nodocion Chamberlin, 1922
- Nodocion eclecticus Chamberlin, 1924 (Amèrica del Nord)
- Nodocion floridanus (Banks, 1896) (EUA, Mèxic)
- Nodocion mateonus Chamberlin, 1922 (EUA)
- Nodocion rufithoracicus Worley, 1928 (EUA, Canadà)
- Nodocion solanensis Tikader & Gajbe, 1977 (Índia)
- Nodocion tikaderi (Gajbe, 1993) (Índia)
- Nodocion utus (Chamberlin, 1936) (EUA, Mèxic)
- Nodocion voluntarius (Chamberlin, 1919) (Amèrica del Nord)

### Nomisia
Nomisia Dalmas, 1921
- Nomisia aussereri (L. Koch, 1872) (Paleàrtic)
- Nomisia australis Dalmas, 1921 (Sud-àfrica)
- Nomisia castanea Dalmas, 1921 (Algèria, Tunísia, Líbia)
- Nomisia celerrima (Simon, 1914) (Espanya, França)
- Nomisia chordivulvata (Strand, 1906) (Etiòpia, Somàlia)
- Nomisia conigera (Spassky, 1941) (Àsia central)
- Nomisia dalmasi Lessert, 1929 (Congo)
- Nomisia excerpta (O. P.-Cambridge, 1872) (Illes Canàries, Tunísia, Creta, Israel)
- Nomisia exornata (C. L. Koch, 1839) (Europa fins a l'Àsia central)
- Nomisia fagei Dalmas, 1921 (Portugal, França)
- Nomisia flavimana Denis, 1937 (Algèria)
- Nomisia fortis Dalmas, 1921 (Illes Canàries)
- Nomisia frenata (Purcell, 1908) (Sud-àfrica)
- Nomisia harpax (O. P.-Cambridge, 1874) (Índia)
- Nomisia kabuliana Roewer, 1961 (Afganistan)
- Nomisia molendinaria (L. Koch, 1866) (Croàcia, Geòrgia)
- Nomisia monardi Lessert, 1933 (Angola)
- Nomisia montenegrina Giltay, 1932 (Montenegro)
- Nomisia musiva (Simon, 1889) (Illes Canàries)
- Nomisia negebensis Levy, 1995 (Israel)
- Nomisia notia Dalmas, 1921 (Sud-àfrica)
- Nomisia orientalis Dalmas, 1921 (Turquia)
- Nomisia palaestina (O. P.-Cambridge, 1872) (Grècia, Síria, Israel)
- Nomisia perpusilla Dalmas, 1921 (Espanya)
- Nomisia poecilipes Caporiacco, 1939 (Etiòpia)
- Nomisia punctata (Kulczyn'ski, 1901) (Etiòpia)
- Nomisia recepta (Pavesi, 1880) (Tunísia, Itàlia, Malta)
- Nomisia ripariensis (O. P.-Cambridge, 1872) (Grècia fins a Azerbaijan)
- Nomisia satulla (Simon, 1909) (Etiòpia)
- Nomisia scioana (Pavesi, 1883) (Etiòpia)
- Nomisia simplex (Kulczyn'ski, 1901) (Etiòpia)
- Nomisia tingitana Dalmas, 1921 (Marroc)
- Nomisia transvaalica Dalmas, 1921 (Sud-àfrica)
- Nomisia tubula (Tucker, 1923) (Angola, Sud-àfrica)
- Nomisia uncinata Jézéquel, 1965 (Costa d'Ivori)

### Notiodrassus
Notiodrassus Bryant, 1935
- Notiodrassus distinctus Bryant, 1935 (Nova Zelanda)
- Notiodrassus fiordensis Forster, 1979 (Nova Zelanda)

### Odontodrassus
Odontodrassus Jézéquel, 1965
- Odontodrassus aphanes (Thorell, 1897) (Myanmar fins al Japó, Seychelles, Nova Caledònia, Jamaica)
- Odontodrassus aravaensis Levy, 1999 (Israel)
- Odontodrassus bicolor Jézéquel, 1965 (Costa d'Ivori)
- Odontodrassus hondoensis (Saito, 1939) (Rússia, Xina, Corea, Japó)
- Odontodrassus mundulus (O. P.-Cambridge, 1872) (Tunísia fins a Israel, Karakorum)
- Odontodrassus muralis Deeleman-Reinhold, 2001 (Tailàndia, Xina, Sulawesi, Lombok)
- Odontodrassus nigritibialis Jézéquel, 1965 (Costa d'Ivori)
- Odontodrassus yunnanensis (Schenkel, 1963) (Xina)

### Orodrassus
Orodrassus Chamberlin, 1922
- Orodrassus assimilis (Banks, 1895) (EUA)
- Orodrassus canadensis Platnick & Shadab, 1975 (EUA, Canadà)
- Orodrassus coloradensis (Emerton, 1877) (EUA, Canadà)

### Parabonna
Parabonna Mello-Leitão, 1947
- Parabonna goffergei Mello-Leitão, 1947 (Brasil)

### Parasyrisca
Parasyrisca Schenkel, 1963
- Parasyrisca alai Ovtsharenko, Platnick & Marusik, 1995 (Kirguizstan)
- Parasyrisca alexeevi Ovtsharenko, Platnick & Marusik, 1995 (Rússia)
- Parasyrisca altaica Ovtsharenko, Platnick & Marusik, 1995 (Kazakhstan)
- Parasyrisca andarbag Ovtsharenko, Platnick & Marusik, 1995 (Tajikistan)
- Parasyrisca andreevae Ovtsharenko, Platnick & Marusik, 1995 (Tajikistan)
- Parasyrisca anzobica Ovtsharenko, Platnick & Marusik, 1995 (Tajikistan)
- Parasyrisca Àsiatica Ovtsharenko, Platnick & Marusik, 1995 (Rússia, Mongòlia)
- Parasyrisca balcarica Ovtsharenko, Platnick & Marusik, 1995 (Rússia)
- Parasyrisca belengish Ovtsharenko, Platnick & Marusik, 1995 (Rússia)
- Parasyrisca belukha Ovtsharenko, Platnick & Marusik, 1995 (Rússia)
- Parasyrisca birikchul Ovtsharenko, Platnick & Marusik, 1995 (Rússia)
- Parasyrisca breviceps (Kroneberg, 1875) (Tajikistan)
- Parasyrisca caucasica Ovtsharenko, Platnick & Marusik, 1995 (Rússia)
- Parasyrisca chikatunovi Ovtsharenko, Platnick & Marusik, 1995 (Tajikistan)
- Parasyrisca gissarika Ovtsharenko, Platnick & Marusik, 1995 (Tajikistan)
- Parasyrisca guzeripli Ovtsharenko, Platnick & Marusik, 1995 (Rússia)
- Parasyrisca heimeri Ovtsharenko, Platnick & Marusik, 1995 (Mongòlia)
- Parasyrisca helanshan Tang & Zhao, 1998 (Xina)
- Parasyrisca hippai Ovtsharenko, Platnick & Marusik, 1995 (Rússia)
- Parasyrisca holmi Ovtsharenko, Platnick & Marusik, 1995 (Rússia)
- Parasyrisca iskander Ovtsharenko, Platnick & Marusik, 1995 (Tajikistan)
- Parasyrisca khubsugul Ovtsharenko, Platnick & Marusik, 1995 (Mongòlia)
- Parasyrisca koksu Ovtsharenko, Platnick & Marusik, 1995 (Kirguizstan)
- Parasyrisca kurgan Ovtsharenko, Platnick & Marusik, 1995 (Kirguizstan)
- Parasyrisca kyzylart Ovtsharenko, Platnick & Marusik, 1995 (Kirguizstan)
- Parasyrisca logunovi Ovtsharenko, Platnick & Marusik, 1995 (Rússia)
- Parasyrisca marusiki Kovblyuk, 2003 (Rússia)
- Parasyrisca mikhailovi Ovtsharenko, Platnick & Marusik, 1995 (Rússia)
- Parasyrisca narynica Ovtsharenko, Platnick & Marusik, 1995 (Kirguizstan, Tajikistan)
- Parasyrisca orites (Chamberlin & Gertsch, 1940) (EUA, Canadà)
- Parasyrisca otmek Ovtsharenko, Platnick & Marusik, 1995 (Kirguizstan)
- Parasyrisca paironica Ovtsharenko, Platnick & Marusik, 1995 (Tajikistan)
- Parasyrisca pamirica Ovtsharenko, Platnick & Marusik, 1995 (Tajikistan)
- Parasyrisca potanini Schenkel, 1963 (Rússia, Xina)
- Parasyrisca pshartica Ovtsharenko, Platnick & Marusik, 1995 (Tajikistan)
- Parasyrisca schenkeli Ovtsharenko & Marusik, 1988 (Kazakhstan, Mongòlia, Xina)
- Parasyrisca shakhristanica Ovtsharenko, Platnick & Marusik, 1995 (Tajikistan)
- Parasyrisca sollers (Simon, 1895) (Mongòlia, Xina)
- Parasyrisca sEUAmyr Ovtsharenko, Platnick & Marusik, 1995 (Kirguizstan)
- Parasyrisca terskei Ovtsharenko, Platnick & Marusik, 1995 (Kirguizstan)
- Parasyrisca turkenica Ovtsharenko, Platnick & Marusik, 1995 (Turquia)
- Parasyrisca tyshchenkoi Ovtsharenko, Platnick & Marusik, 1995 (Rússia)
- Parasyrisca ulykpani Ovtsharenko, Platnick & Marusik, 1995 (Rússia, Mongòlia)
- Parasyrisca vakhanski Ovtsharenko, Platnick & Marusik, 1995 (Tajikistan)
- Parasyrisca vinosa (Simon, 1878) (Europa)
- Parasyrisca vorobica Ovtsharenko, Platnick & Marusik, 1995 (Tajikistan)

### Phaeocedus
Phaeocedus Simon, 1893
- Phaeocedus braccatus (L. Koch, 1866) (Paleàrtic)
  - Phaeocedus braccatus jugorum Simon, 1914 (França)
- Phaeocedus fedotovi Charitonov, 1946 (Uzbekistan)
- Phaeocedus haribhaiius Patel & Patel, 1975 (Índia)
- Phaeocedus hebraeus Levy, 1999 (Israel)
- Phaeocedus mosambaensis Tikader, 1964 (Nepal)
- Phaeocedus nicobarensis Tikader, 1977 (Illes Nicobar)
- Phaeocedus parvus O. P.-Cambridge, 1905 (probablement Índia)
- Phaeocedus poonaensis Tikader, 1982 (Índia)

### Poecilochroa
Poecilochroa Oestring, 1874
- Poecilochroa albomaculata (Lucas, 1846) (Europa)
- Poecilochroa alcala Barrion & Litsinger, 1995 (Filipines)
- Poecilochroa anomala (Hewitt, 1915) (Sud-àfrica)
- Poecilochroa antineae Fage, 1929 (Egipte)
- Poecilochroa barmani Tikader, 1982 (Índia)
- Poecilochroa behni Thorell, 1891 (Illes Nicobar)
- Poecilochroa bifasciata Banks, 1902 (Illes Galápagos)
- Poecilochroa capensis Strand, 1909 (Sud-àfrica)
- Poecilochroa carinata Caporiacco, 1947 (Uganda)
- Poecilochroa dayamibrookiana Barrion & Litsinger, 1995 (Filipines)
- Poecilochroa devendrai Gajbe & Rane, 1985 (Índia)
- Poecilochroa faradjensis Lessert, 1929 (Congo)
- Poecilochroa furcata Simon, 1914 (França, Itàlia)
- Poecilochroa golan Levy, 1999 (Israel)
- Poecilochroa haplostyla Simon, 1907 (Príncipe)
- Poecilochroa hungarica Kolosváry, 1934 (Hongria)
- Poecilochroa incompta (Pavesi, 1880) (Tunísia)
- Poecilochroa insularis Kulczyn'ski, 1911 (Java)
- Poecilochroa involuta Tucker, 1923 (Sud-àfrica)
- Poecilochroa joreungensis Paik, 1992 (Corea)
- Poecilochroa latefasciata Simon, 1893 (Perú)
- Poecilochroa loricata Kritscher, 1996 (Malta)
- Poecilochroa malagassa Strand, 1907 (Madagascar)
- Poecilochroa parangunifasciata Barrion & Litsinger, 1995 (Filipines)
- Poecilochroa patricia (Simon, 1878) (Còrsega)
- Poecilochroa pauciaculeis Caporiacco, 1947 (Àfrica Oriental)
- Poecilochroa perversa Simon, 1914 (França)
- Poecilochroa phyllobia (Thorell, 1871) (Itàlia)
- Poecilochroa pugnax (O. P.-Cambridge, 1874) (Líbia, Egipte, Etiòpia, Israel)
- Poecilochroa rollini Berland, 1933 (Illes Marqueses)
- Poecilochroa sedula (Simon, 1897) (Índia)
- Poecilochroa senilis (O. P.-Cambridge, 1872) (Còrsega fins a Turkmenistan)
  - Poecilochroa senilis auspex (Simon, 1878) (Espanya, França)
- Poecilochroa taborensis Levy, 1999 (Israel)
- Poecilochroa taeguensis Paik, 1992 (Corea)
- Poecilochroa tescorum Simon, 1914 (França)
- Poecilochroa tikaderi Patel, 1989 (Índia)
- Poecilochroa trifasciata Mello-Leitão, 1918 (Brasil)
- Poecilochroa variana (C. L. Koch, 1839) (Europa fins a l'Àsia central)
- Poecilochroa viduata (Pavesi, 1883) (Etiòpia)
- Poecilochroa vittata Kulczyn'ski, 1911 (Java)

### Pseudodrassus
Pseudodrassus Caporiacco, 1935
- Pseudodrassus pichoni Schenkel, 1963 (Xina)
- Pseudodrassus quadridentatus (Caporiacco, 1928) (Líbia)
- Pseudodrassus ricasolii Caporiacco, 1935 (Turquia)
- Pseudodrassus scorteccii Caporiacco, 1936 (Líbia)

### Pterochroa
Pterochroa Benoit, 1977
- Pterochroa funerea (Dalmas, 1921) (Santa Helena)

### Pterotricha
Pterotricha Kulczyn'ski, 1903
- Pterotricha aethiopica (L. Koch, 1875) (Etiòpia)
- Pterotricha algerica Dalmas, 1921 (Algèria, Líbia)
- Pterotricha arcifera (Simon, 1882) (Iemen)
- Pterotricha argentosa Charitonov, 1946 (Uzbekistan)
- Pterotricha auris (Tucker, 1923) (Sud-àfrica)
- Pterotricha cambridgei (L. Koch, 1872) (Síria, Israel)
- Pterotricha chazaliae (Simon, 1895) (Marroc, Mauritania, Algèria, Israel)
- Pterotricha conspersa (O. P.-Cambridge, 1872) (Líbia, Egipte, Israel)
- Pterotricha dalmasi Fage, 1929 (Algèria, Egipte, Israel, Jordània)
- Pterotricha djibutensis Dalmas, 1921 (Somàlia)
- Pterotricha egens Denis, 1966 (Líbia)
- Pterotricha engediensis Levy, 1995 (Israel)
- Pterotricha insolita Dalmas, 1921 (Algèria)
- Pterotricha kochi (O. P.-Cambridge, 1872) (Turquia, Lebanon, Síria, Israel)
- Pterotricha lentiginosa (C. L. Koch, 1837) (Mediterrani, Ucraïna)
- Pterotricha lesserti Dalmas, 1921 (Egipte, Israel, Saudi Arabia)
- Pterotricha levantina Levy, 1995 (Israel)
- Pterotricha linnaei (Audouin, 1826) (Egipte)
- Pterotricha loeffleri (Roewer, 1955) (Iran)
- Pterotricha lutata (O. P.-Cambridge, 1872) (Lebanon, Israel)
- Pterotricha marginalis (Tucker, 1923) (Sud-àfrica)
- Pterotricha mauritanica Denis, 1945 (Mauritania)
- Pterotricha nomas (Thorell, 1875) (Rússia)
- Pterotricha paraSíriaca Levy, 1995 (Israel)
- Pterotricha paupercula Denis, 1966 (Líbia)
- Pterotricha pavlovskyi Spassky, 1952 (Tajikistan)
- Pterotricha procera (O. P.-Cambridge, 1874) (Egipte, Israel)
- Pterotricha punctifera Dalmas, 1921 (Iemen)
- Pterotricha quagga (Pavesi, 1884) (Etiòpia)
- Pterotricha saga (Dönitz & Strand, 1906) (Japó)
- Pterotricha schaefferi (Audouin, 1826) (Líbia, Egipte, Sudan, Israel)
- Pterotricha shnitnikovi Spassky, 1934 (Kazakhstan)
- Pterotricha simoni Dalmas, 1921 (Espanya)
- Pterotricha sinoniae Caporiacco, 1953 (Itàlia)
- Pterotricha somaliensis Dalmas, 1921 (Somàlia)
- Pterotricha strandi Spassky, 1936 (Turkmenistan)
- Pterotricha Síriaca Dalmas, 1921 (Síria)
- Pterotricha tikaderi Gajbe, 1983 (Índia)
- Pterotricha varia (Tucker, 1923) (Sud-àfrica)
- Pterotricha vicina Dalmas, 1921 (Algèria, Líbia)

### PterotriXina
PterotriXina Dalmas, 1921
- PterotriXina elegans Dalmas, 1921 (Algèria, Tunísia)
- PterotriXina nova Caporiacco, 1934 (Karakorum)

### Sanitubius
Sanitubius Kamura, 2001
- Sanitubius anatolicus (Kamura, 1989) (Xina, Corea, Japó)

### Scopoides
Scopoides Platnick, 1989
- Scopoides asceticus (Chamberlin, 1924) (Mèxic)
- Scopoides bryantae (Platnick & Shadab, 1976) (EUA, Mèxic)
- Scopoides cambridgei (Gertsch & Davis, 1940) (EUA, Mèxic)
- Scopoides catharius (Chamberlin, 1922) (EUA)
- Scopoides gertschi (Platnick, 1978) (EUA)
- Scopoides gyirongensis Hu, 2001 (Xina)
- Scopoides kastoni (Platnick & Shadab, 1976) (EUA, Mèxic)
- Scopoides kuljitae (Tikader, 1982) (Índia)
- Scopoides maitraiae (Tikader & Gajbe, 1977) (Índia)
- Scopoides naturalisticus (Chamberlin, 1924) (EUA, Mèxic)
- Scopoides nesiotes (Chamberlin, 1924) (EUA, Mèxic)
- Scopoides ochraceus (F. O. P.-Cambridge, 1899) (Mèxic)
- Scopoides pritiae (Tikader, 1982) (Índia)
- Scopoides rostratus (Platnick & Shadab, 1976) (Mèxic)
- Scopoides santiago (Platnick & Shadab, 1976) (Mèxic)
- Scopoides tikaderi (Gajbe, 1987) (Índia)
- Scopoides tlacolula (Platnick & Shadab, 1976) (Mèxic)
- Scopoides xizangensis Hu, 2001 (Xina)

### Scotocesonia
Scotocesonia Caporiacco, 1947
- Scotocesonia demerarae Caporiacco, 1947 (Guyana)

### Scotognapha
Scotognapha Dalmas, 1920
- Scotognapha atomaria Dalmas, 1920 (Illes Canàries)
- Scotognapha brunnea Schmidt, 1980 (Illes Canàries)
- Scotognapha canaricola (Strand, 1911) (Illes Canàries)
- Scotognapha convexa (Simon, 1883) (Illes Canàries)
- Scotognapha costacalma Platnick, Ovtsharenko & Murphy, 2001 (Illes Canàries)
- Scotognapha galletas Platnick, Ovtsharenko & Murphy, 2001 (Illes Canàries)
- Scotognapha haria Platnick, Ovtsharenko & Murphy, 2001 (Illes Canàries)
- Scotognapha juangrandica Platnick, Ovtsharenko & Murphy, 2001 (Illes Canàries)
- Scotognapha medano Platnick, Ovtsharenko & Murphy, 2001 (Illes Canàries)
- Scotognapha paivai (Blackwall, 1864) (Salvage)
- Scotognapha taganana Platnick, Ovtsharenko & Murphy, 2001 (Illes Canàries)
- Scotognapha teideensis (Wunderlich, 1992) (Illes Canàries)
- Scotognapha wunderlichi Platnick, Ovtsharenko & Murphy, 2001 (Illes Canàries)

### Scotophaeoides
Scotophaeoides Schenkel, 1963
- Scotophaeoides sinensis Schenkel, 1963 (Xina)

### Scotophaeus
Scotophaeus Simon, 1893
- Scotophaeus aculeatus Simon, 1914 (França)
- Scotophaeus affinis Caporiacco, 1949 (Kenya)
- Scotophaeus afghanicus Roewer, 1961 (Afganistan)
- Scotophaeus arboricola Jézéquel, 1965 (Costa d'Ivori)
- Scotophaeus bersebaensis Strand, 1915 (Namíbia)
- Scotophaeus bharatae Gajbe, 1989 (Índia)
- Scotophaeus bifidus Schmidt & Krause, 1994 (Illes Cap Verd)
- Scotophaeus blackwalli (Thorell, 1871) (Cosmopolita)
  - Scotophaeus blackwalli isabellinus (Simon, 1873) (Còrsega, Itàlia, Croàcia)
  - Scotophaeus blackwalli politus (Simon, 1878) (França)
- Scotophaeus brolemanni Simon, 1914 (França)
- Scotophaeus cecileae Barrion & Litsinger, 1995 (Filipines)
- Scotophaeus correntinus Mello-Leitão, 1945 (Argentina)
- Scotophaeus crinitus Jézéquel, 1965 (Costa d'Ivori)
- Scotophaeus cultior Kulczyn'ski, 1899 (Madeira)
- Scotophaeus dispulsus (O. P.-Cambridge, 1885) (Tajikistan, Mongòlia)
- Scotophaeus domesticus Tikader, 1962 (Índia)
- Scotophaeus fabrisae Caporiacco, 1950 (Itàlia)
- Scotophaeus faisalabadiensis Ghafoor & Beg, 2002 (Pakistan)
- Scotophaeus gridellii Caporiacco, 1928 (Illes Canàries)
- Scotophaeus hierro Schmidt, 1977 (Illes Canàries)
- Scotophaeus hunan Zhang, Song & Zhu, 2003 (Xina)
- Scotophaeus insularis Berland, 1936 (Illes Cap Verd)
- Scotophaeus invisus (O. P.-Cambridge, 1885) (Yarkand)
- Scotophaeus jacksoni Berland, 1936 (Illes Cap Verd)
- Scotophaeus jinlin Song, Zhu & Zhang, 2004 (Xina)
- Scotophaeus kalimpongensis Gajbe, 1992 (Índia)
- Scotophaeus lamperti Strand, 1906 (Central Àfrica)
- Scotophaeus lindbergi Roewer, 1961 (Afganistan)
- Scotophaeus madalasae Tikader & Gajbe, 1977 (Índia)
- Scotophaeus marleyi Tucker, 1923 (Sud-àfrica)
- Scotophaeus mauckneri Schmidt, 1956 (Illes Canàries)
- Scotophaeus merkaricola Strand, 1907 (Índia)
- Scotophaeus meruensis Tullgren, 1910 (Àfrica Oriental)
- Scotophaeus microdon Caporiacco, 1933 (Líbia)
- Scotophaeus musculus (Simon, 1878) (França, Madeira, Salvages)
- Scotophaeus nanus Wunderlich, 1995 (Àustria)
- Scotophaeus natalensis Lawrence, 1938 (Sud-àfrica)
- Scotophaeus nigrosegmentatus (Simon, 1895) (Mongòlia, Karakorum)
- Scotophaeus nossibeensis Strand, 1907 (Madagascar)
- Scotophaeus nyrensis Simon, 1909 (Àfrica Oriental)
- Scotophaeus parvioculis Strand, 1906 (Etiòpia)
- Scotophaeus peninsularis Roewer, 1928 (Grècia, Creta, Israel)
- Scotophaeus poonaensis Tikader, 1982 (Índia)
- Scotophaeus pretiosus (L. Koch, 1873) (Nova Zelanda)
- Scotophaeus purcelli Tucker, 1923 (Sud-àfrica)
- Scotophaeus quadripunctatus (Linnaeus, 1758) (Europa, Rússia)
- Scotophaeus rajasthanus Tikader, 1966 (Índia)
- Scotophaeus rebellatus (Simon, 1880) (Xina)
- Scotophaeus regularis Tullgren, 1910 (Àfrica Oriental)
- Scotophaeus relegatus Purcell, 1907 (Sud-àfrica)
- Scotophaeus retusus (Simon, 1878) (França)
- Scotophaeus rufescens (Kroneberg, 1875) (Àsia central)
- Scotophaeus schenkeli Caporiacco, 1949 (Kenya)
- Scotophaeus scutulatus (L. Koch, 1866) (Europa fins a l'Àsia central, Algèria)
- Scotophaeus semitectus (Simon, 1886) (Senegal)
- Scotophaeus simlaensis Tikader, 1982 (Índia)
- Scotophaeus strandi Caporiacco, 1940 (Etiòpia)
- Scotophaeus tubicola Schmidt, 1990 (Illes Canàries)
- Scotophaeus typhlus Schmidt & Piepho, 1994 (Illes Cap Verd)
- Scotophaeus validus (Lucas, 1846) (Europa Meridional, Marroc, Algèria)
- Scotophaeus varius Simon, 1893 (Illes Canàries)
- Scotophaeus Oestringi Simon, 1914 (França)
- Scotophaeus xizang Zhang, Song & Zhu, 2003 (Xina)

### Sergiolus
Sergiolus Simon, 1891
- Sergiolus angustus (Banks, 1904) (Amèrica del Nord)
- Sergiolus bicolor Banks, 1900 (EUA, Canadà)
- Sergiolus capulatus (Walckenaer, 1837) (EUA, Canadà)
- Sergiolus columbianus (Emerton, 1917) (EUA, Canadà)
- Sergiolus cyaneiventris Simon, 1893 (EUA, Cuba)
- Sergiolus decoratus Kaston, 1945 (EUA, Canadà)
- Sergiolus gertschi Platnick & Shadab, 1981 (EUA, Mèxic)
- Sergiolus guadalupensis Platnick & Shadab, 1981 (Mèxic)
- Sergiolus hosiziro (Yaginuma, 1960) (Xina, Corea, Japó)
- Sergiolus iviei Platnick & Shadab, 1981 (EUA, Canadà)
- Sergiolus kastoni Platnick & Shadab, 1981 (EUA, Cuba)
- Sergiolus khodiarae Patel, 1988 (Índia)
- Sergiolus lamhetaghatensis Gajbe & Gajbe, 1999 (Índia)
- Sergiolus lowelli Chamberlin & Woodbury, 1929 (EUA, Mèxic)
- Sergiolus magnus (Bryant, 1948) (Hispaniola)
- Sergiolus mainlingensis Hu, 2001 (Xina)
- Sergiolus meghalayensis Tikader & Gajbe, 1976 (Índia)
- Sergiolus minutus (Banks, 1898) (EUA, Cuba, Jamaica)
- Sergiolus montanus (Emerton, 1890) (Amèrica del Nord)
- Sergiolus ocellatus (Walckenaer, 1837) (EUA, Canadà)
- Sergiolus poonaensis Tikader & Gajbe, 1976 (Índia)
- Sergiolus singhi Tikader & Gajbe, 1976 (Índia)
- Sergiolus songi Xu, 1991 (Xina)
- Sergiolus stella Chamberlin, 1922 (EUA, Mèxic)
- Sergiolus tennesseensis Chamberlin, 1922 (EUA)
- Sergiolus unimaculatus Emerton, 1915 (EUA, Canadà)

### Sernokorba
Sernokorba Kamura, 1992
- Sernokorba fanjing Song, Zhu & Zhang, 2004 (Xina)
- Sernokorba pallidipatellis (Bösenberg & Strand, 1906) (Xina, Corea, Japó)

### Setaphis
Setaphis Simon, 1893
- Setaphis algerica (Dalmas, 1922) (Espanya, Algèria)
- Setaphis anchoralis Purcell, 1908 (Sud-àfrica)
- Setaphis arcus Tucker, 1923 (Sud-àfrica)
- Setaphis atlantica (Berland, 1936) (Illes Cap Verd)
- Setaphis bechuanica Purcell, 1908 (Sud-àfrica)
- Setaphis bilinearis Tucker, 1923 (Sud-àfrica)
- Setaphis browni (Tucker, 1923) (Central, Sud-àfrica fins a Pakistan, Índia)
- Setaphis bulawayensis Tucker, 1923 (Sud-àfrica)
- Setaphis calviniensis Tucker, 1923 (Sud-àfrica)
- Setaphis canariensis (Simon, 1883) (Illes Canàries)
- Setaphis carmeli (O. P.-Cambridge, 1872) (Mediterrani)
- Setaphis fuscipes (Simon, 1885) (Marroc fins a Israel)
- Setaphis gomerae (Schmidt, 1981) (Illes Canàries)
- Setaphis hessei Lawrence, 1928 (Namíbia)
- Setaphis jocquei Platnick & Murphy, 1996 (Costa d'Ivori)
- Setaphis kaokoensis Lawrence, 1928 (Namíbia)
- Setaphis lapidaria Lawrence, 1928 (Namíbia)
- Setaphis lightfooti Tucker, 1923 (Sud-àfrica)
- Setaphis mollis (O. P.-Cambridge, 1874) (Àfrica del Nord, Israel)
- Setaphis omuramba Lawrence, 1927 (Namíbia)
- Setaphis parvula (Lucas, 1846) (Mediterrani Occidental)
- Setaphis quadrativulva Lawrence, 1927 (Namíbia)
- Setaphis salrei Schmidt, 1999 (Illes Cap Verd)
- Setaphis sexmaculata Simon, 1893 (Sud-àfrica)
- Setaphis simplex (Simon, 1885) (Tunísia)
- Setaphis spiribulbis (Denis, 1952) (Marroc)
- Setaphis subtilis (Simon, 1897) (Oest, Sud-àfrica fins a les Filipines)
- Setaphis villiersi (Denis, 1955) (Niger, Somàlia, Etiòpia)
- Setaphis walteri Platnick & Murphy, 1996 (Illes Canàries)
- Setaphis wunderlichi Platnick & Murphy, 1996 (Illes Canàries)

### Shiragaia
Shiragaia Paik, 1992
- Shiragaia taeguensis Paik, 1992 (Corea)

### Sidydrassus
Sidydrassus Esyunin & Tuneva, 2002
- Sidydrassus rogue Tuneva, 2005 (Kazakhstan)
- Sidydrassus shumakovi (Spassky, 1934) (Rússia, Kazakhstan)
- Sidydrassus tianschanicus (Hu & Wu, 1989) (Xina)

### Sillemia
Sillemia Reimoser, 1935
- Sillemia clavifemur Reimoser, 1935 (Karakorum)

### Siruasus
Siruasus Roewer, 1961
- Siruasus crassipalpus Roewer, 1961 (Afganistan)

### Smionia
Smionia Dalmas, 1920
- Smionia capensis Dalmas, 1920 (Sud-àfrica)

### Sosticus
Sosticus Chamberlin, 1922
- Sosticus californicus Platnick & Shadab, 1976 (EUA)
- Sosticus dherikanalensis Gajbe, 1979 (Índia)
- Sosticus insularis (Banks, 1895) (EUA, Canadà)
- Sosticus jabalpurensis Bhandari & Gajbe, 2001 (Índia)
- Sosticus loricatus (L. Koch, 1866) (Holàrtic)
- Sosticus nainitalensis Gajbe, 1979 (Índia)
- Sosticus pawani Gajbe, 1993 (Índia)
- Sosticus poonaensis Tikader, 1982 (Índia)
- Sosticus solanensis Gajbe, 1979 (Índia)
- Sosticus sundargarhensis Gajbe, 1979 (Índia)

### Symphanodes
Symphanodes Rainbow, 1916
- Symphanodes dianiphus Rainbow, 1916 (Queensland)

### Synaphosus
Synaphosus Platnick & Shadab, 1980
- Synaphosus daweiensis Yin, Bao & Peng, 2002 (Xina)
- Synaphosus evertsi Ovtsharenko, Levy & Platnick, 1994 (Costa d'Ivori)
- Synaphosus femininis Deeleman-Reinhold, 2001 (Java)
- Synaphosus gracillimus (O. P.-Cambridge, 1872) (Egipte, Israel)
- Synaphosus intricatus (Denis, 1947) (Algèria, Egipte)
- Synaphosus kakamega Ovtsharenko, Levy & Platnick, 1994 (Kenya)
- Synaphosus karakumensis Ovtsharenko, Levy & Platnick, 1994 (Turkmenistan)
- Synaphosus khashm Ovtsharenko, Levy & Platnick, 1994 (Saudi Arabia)
- Synaphosus kris Deeleman-Reinhold, 2001 (Bali)
- Synaphosus minimus (Caporiacco, 1936) (Líbia, Egipte)
- Synaphosus nanus (O. P.-Cambridge, 1872) (Israel)
- Synaphosus neali Ovtsharenko, Levy & Platnick, 1994 (Iran, Pakistan)
- Synaphosus Paleàrticus Ovtsharenko, Levy & Platnick, 1994 (Creta, Turquia fins a l'Àsia central)
- Synaphosus paludis (Chamberlin & Gertsch, 1940) (EUA)
- Synaphosus raveni Deeleman-Reinhold, 2001 (Tailàndia)
- Synaphosus sauvage Ovtsharenko, Levy & Platnick, 1994 (França, Suïssa, Itàlia)
- Synaphosus shirin Ovtsharenko, Levy & Platnick, 1994 (Iran)
- Synaphosus soyunovi Ovtsharenko, Levy & Platnick, 1994 (Turkmenistan)
- Synaphosus syntheticus (Chamberlin, 1924) (EUA, Mèxic, Líbia fins a Saudi Arabia)
- Synaphosus taukum Ovtsharenko, Levy & Platnick, 1994 (Kazakhstan)
- Synaphosus trichopus (Roewer, 1928) (Grècia, Creta)
- Synaphosus turanicus Ovtsharenko, Levy & Platnick, 1994 (Àsia central)
- Synaphosus yatenga Ovtsharenko, Levy & Platnick, 1994 (Burkina Faso)